# Nadezjda Obuchova
Nadezjda Andrejevna Obuchova (ryska: Надежда Андреевна Обухова), född 1886, död 1961, var en sovjetisk operasångare. 	
Nedslagskratern Obukhova på planeten Venus är uppkallad efter henne.